# Jardin des plantes et de la nature
Pour les articles homonymes, voir JPN.
Le Jardin des Plantes et de la Nature (JPN) de Porto-Novo, autrefois connu comme la forêt sacrée du royaume de Porto-Novo, a vu le jour avant 1895, probablement au XVIIe siècle. Considéré aujourd’hui encore comme une forêt sacrée, il reste placé sous l’autorité traditionnelle du royaume de Hogbonu.
La forêt servait de lieu pour régler les différends entre citoyens et pour exécuter les sentences de condamnation à mort, sous la supervision du ministre du roi chargé des affaires judiciaires. Elle abritait aussi les temples des divinités locales, où les populations se rendaient pour accomplir des prières et des libations,.
Situé en plein quartier administratif, entre le siège de l’Assemblée Nationale et le Centre Hospitalier Départemental de l’Ouémé, le Jardin des Plantes et de la Nature de Porto-Novo est un espace vert de la ville. Il est aujourd’hui un espace didactique, qualifié de poumon vert de la ville capitale.

## Histoire
Le Jardin des plantes et de la nature de Porto-Novo (JPN) trouve son origine dans une ancienne forêt sacrée rattachée au royaume de Hogbonu. Selon la tradition rapportée par le roi Sèglà Tofa, certains arbres sont plantés sur des êtres offerts en sacrifice, ce qui renforce la valeur spirituelle du lieu. Avec la colonisation, une partie de la forêt est transformée en jardin d’essai en 1895 par les autorités françaises, à proximité de la résidence du gouverneur. On y introduit alors des plantes d’intérêt économique comme le caféier, le cacaoyer, le vanillier ou encore le caoutchouc, ainsi que diverses espèces ornementales et fruitières. Malgré la conservation de grands arbres, les pratiques religieuses locales sont progressivement restreintes par le pouvoir colonial.

Après l’indépendance, le jardin connaît un déclin lié au manque d’entretien et à l’extension des infrastructures administratives. Une première réhabilitation est entreprise par la coopération allemande en 1990, puis relancée en 1998 grâce à l’École du Patrimoine Africain et au soutien de la coopération française. Il est inauguré en 1999 sous son nom actuel de Jardin des plantes et de la nature. Aujourd’hui, il s’étend sur environ 7,2 hectares et conserve à la fois une fonction de mémoire historique et spirituelle et une vocation de conservatoire botanique et pédagogique.

## Collections

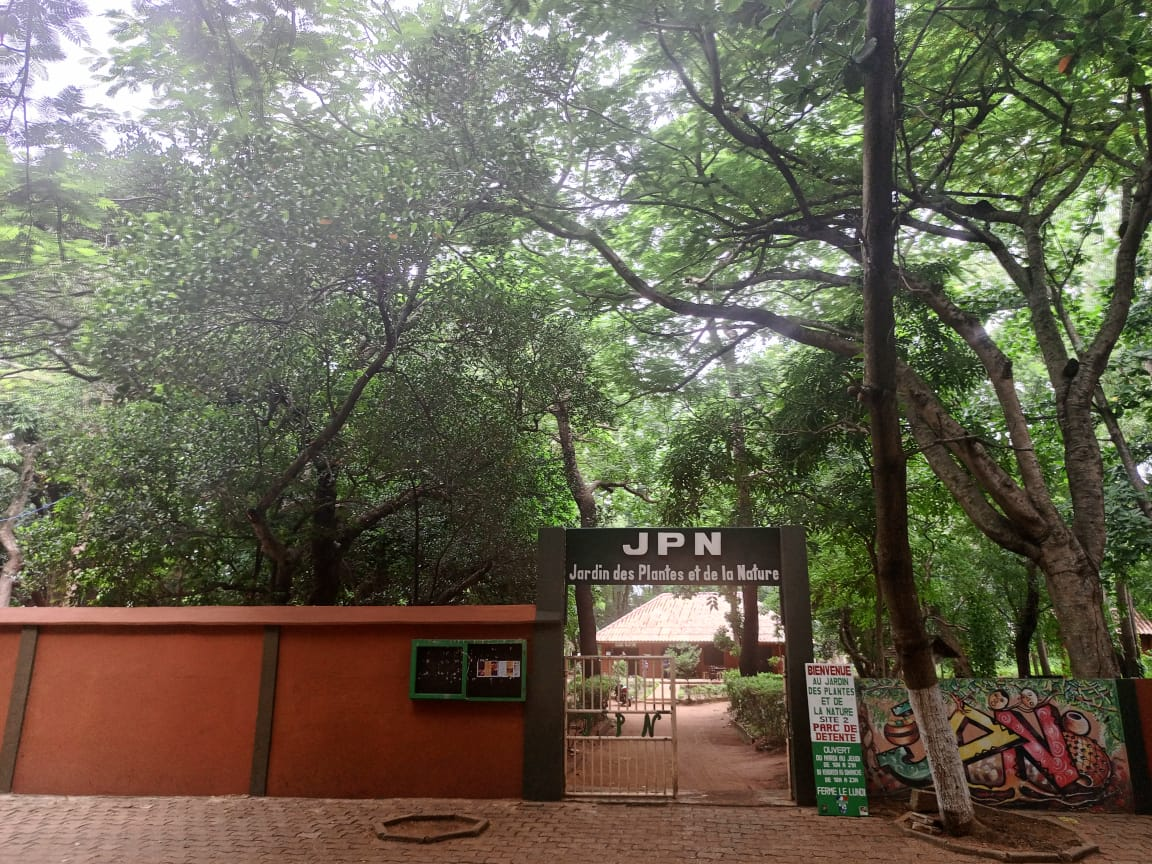
Entrée du Jardin des Plantes et de la Nature

Le conservatoire (ou Musée des Plantes) et l'espace détente constituent les deux sites du Jardin des Plantes et de la Nature. 
Il couvre une superficie totale de 3,8 hectares et compte environ 200 espèces répertoriées. 

### Patrimoine culturel et historique
- Des sculptures sur bois.

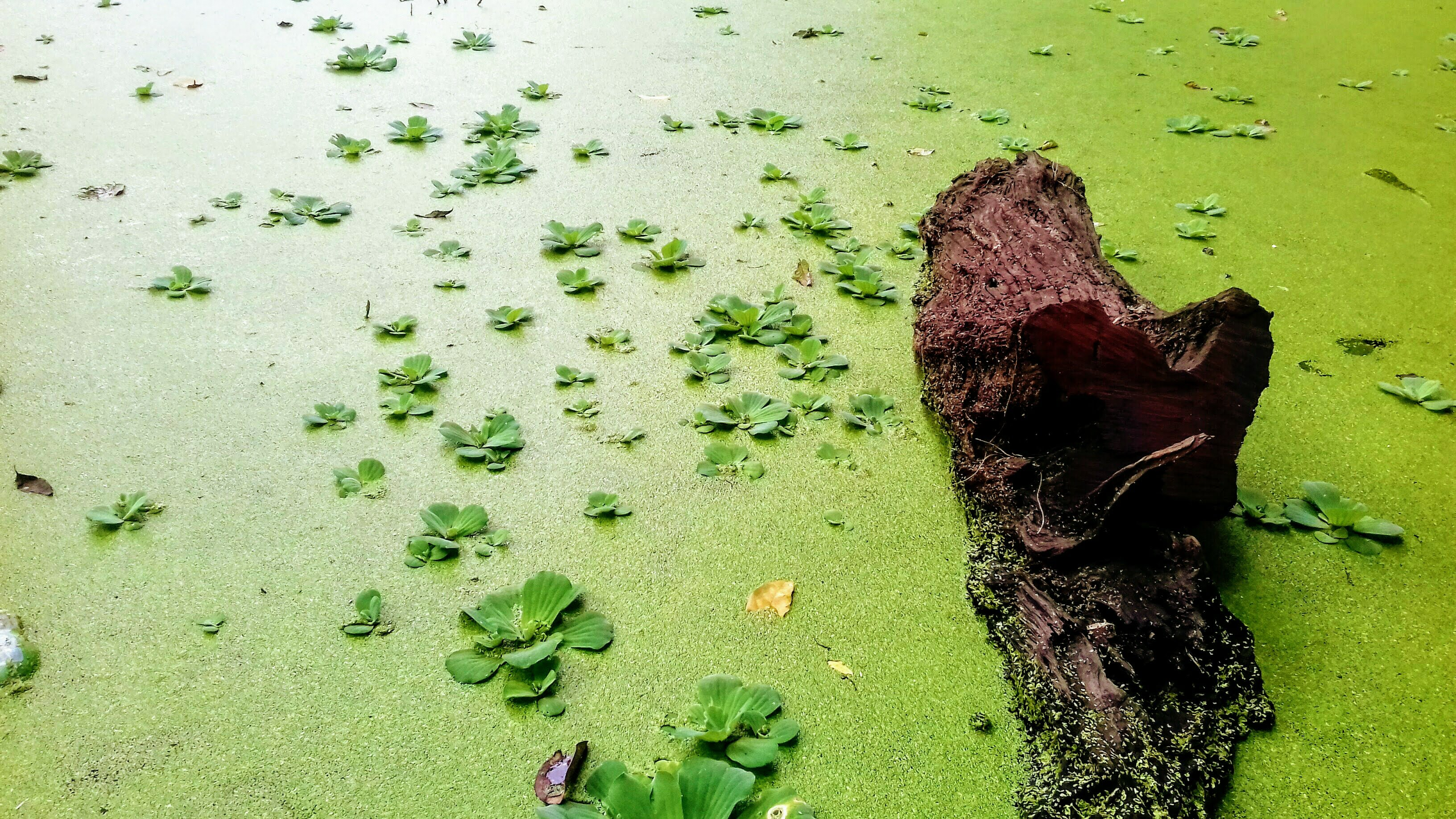
Milieu aquatique au Jardin des plantes et de la nature

- Treize sculptures inspirées des signes de divination du fâ.

### Patrimoine végétal
- Des arbres pouvant aller jusqu’à cinquante mètres de haut : c’est l’exemple de l’Iroko se trouvant à l’entrée du jardin. Cet arbre qui est vieux de plus de 300 ans mesure près de 40 mètres de haut et plus de 10 mètres de circonférence. Il est le symbole de l'histoire du Bénin et selon les croyances béninoises servirait de demeure aux esprits.
- Des arbres centenaires tel que l'Iroko géant sous lesquels se faisaient des offrandes,
- Des plantes médicinales,
- Des plantes ornementales,
- Des arbres fruitiers,
- Des kapokiers arbre du voyageur ,
- Des caïlcédrats,
- Des kolatiers,
- Des hysopes,
- Des baobabs.

Flore
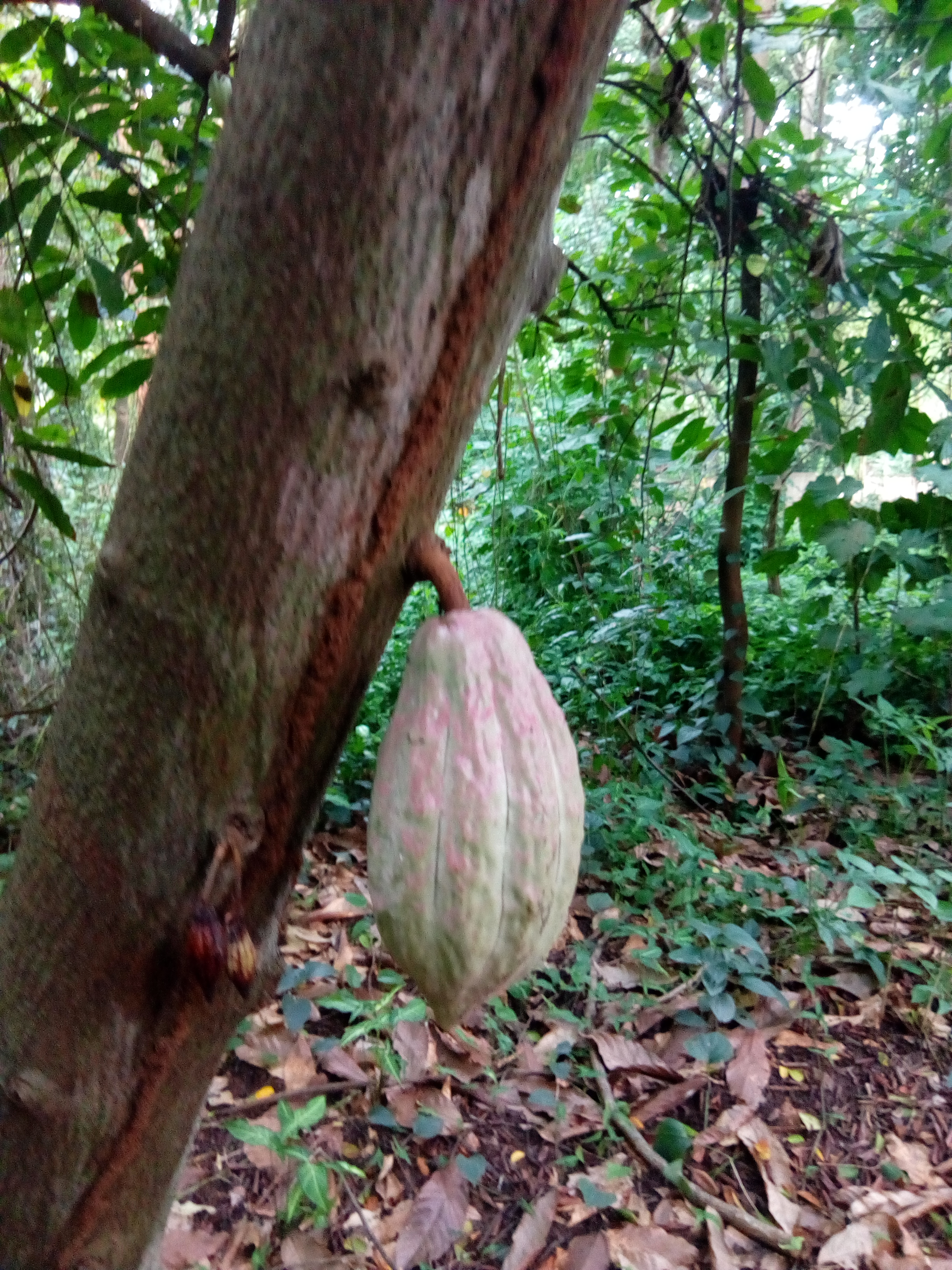
Cacao
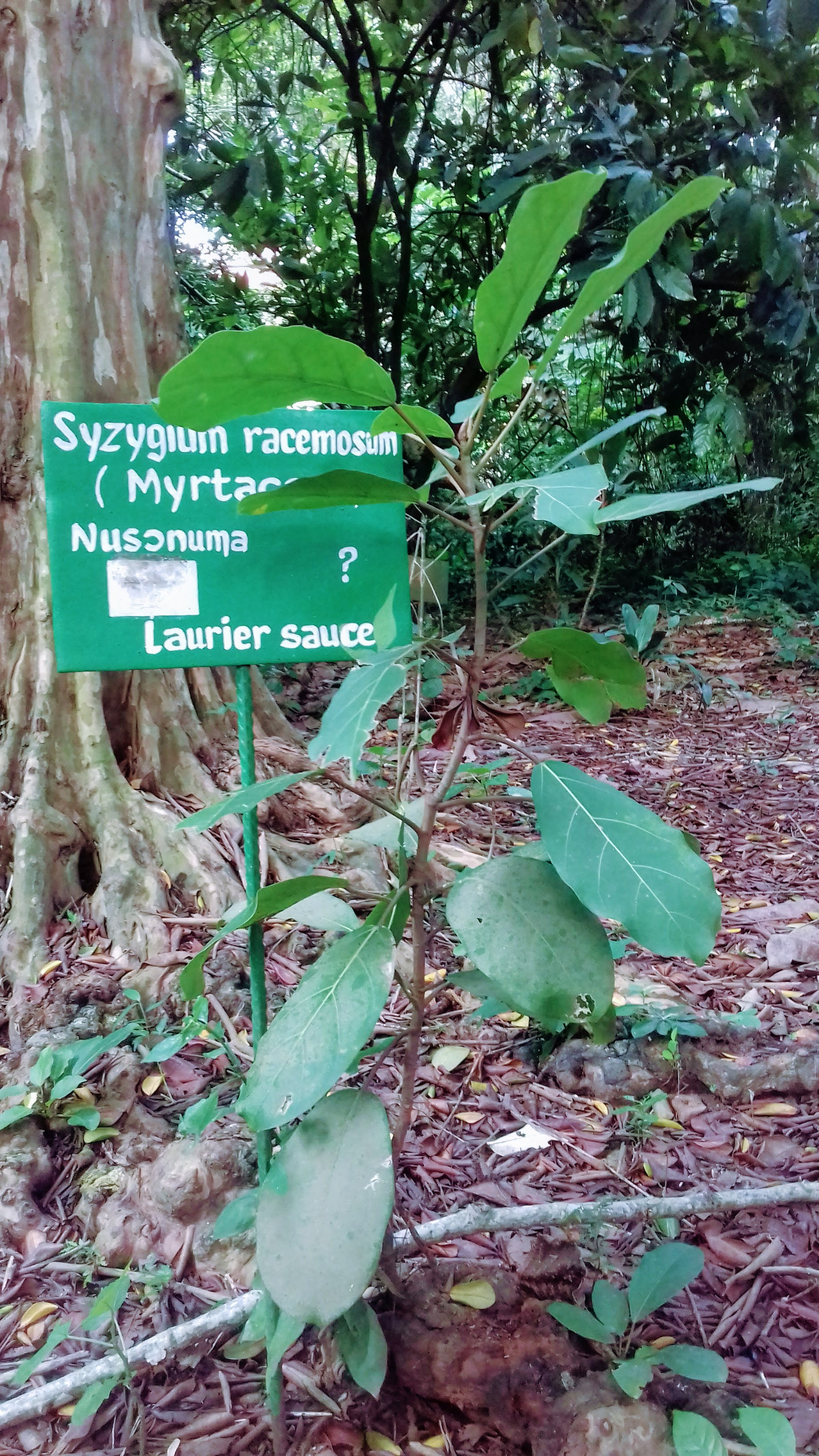
Laurier sauce (Syzygium racemosum)
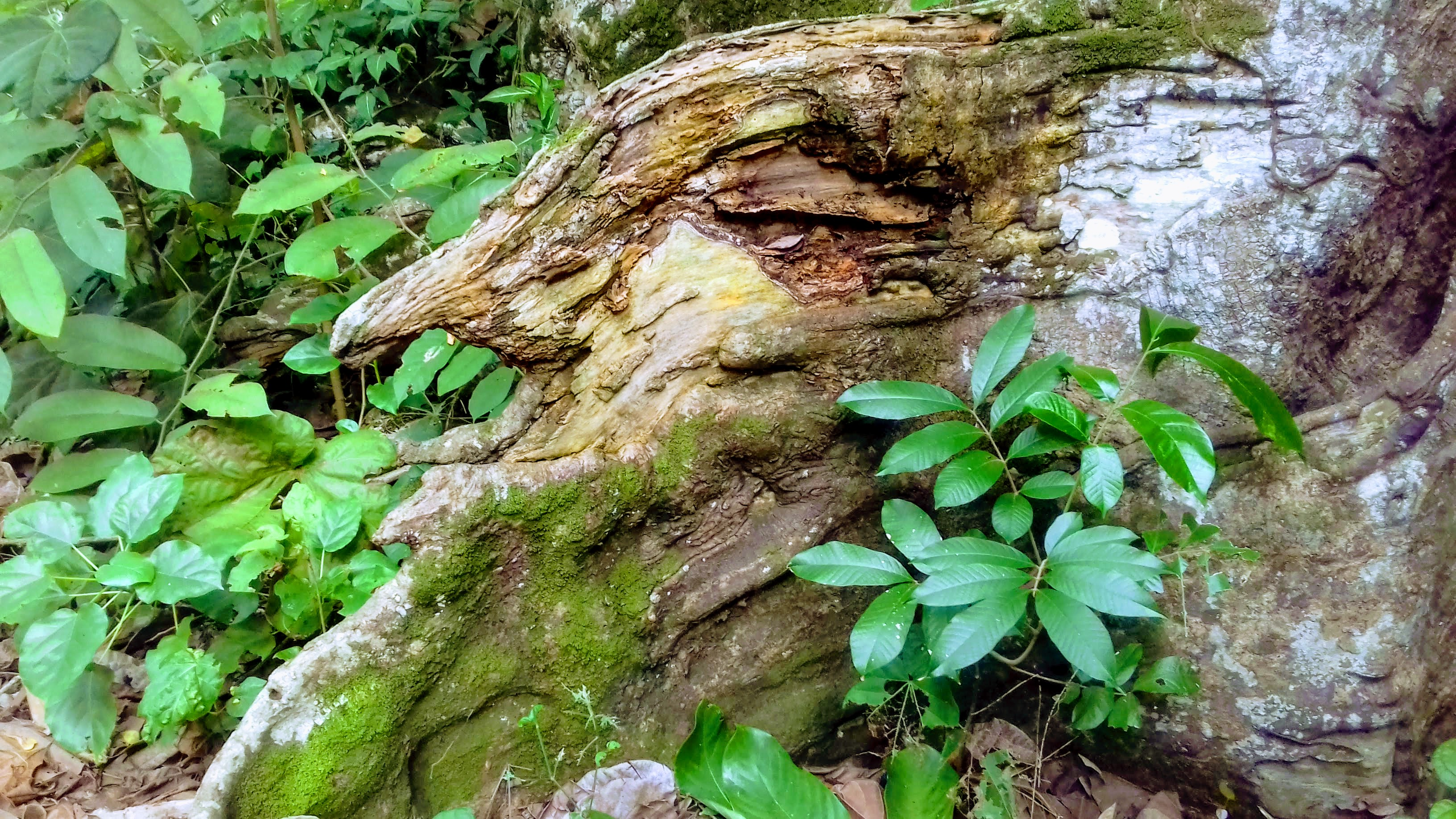
Tronc du Kolatier géant (Cola gigantea)
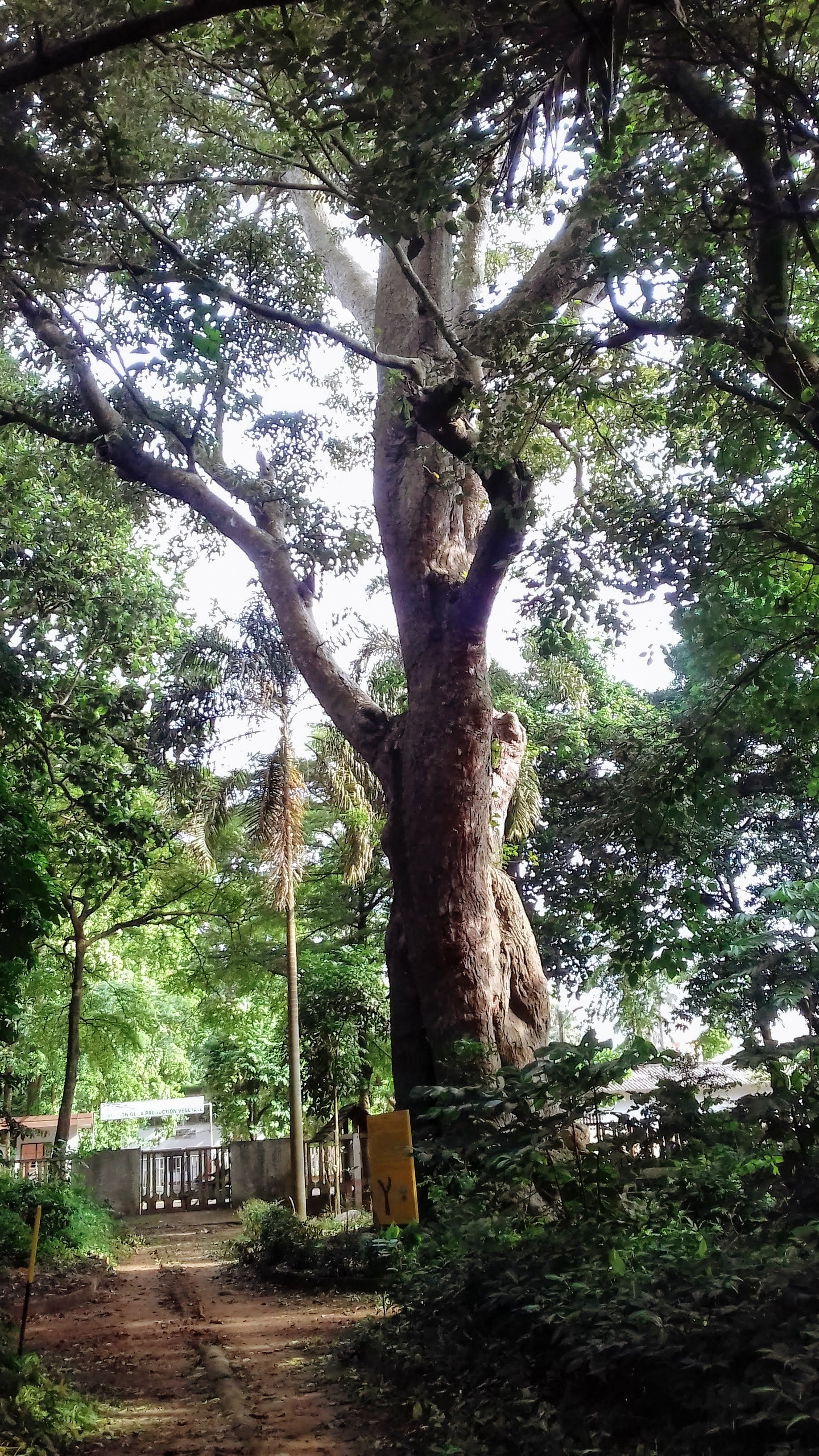
Iroko (Milicia excelsa)
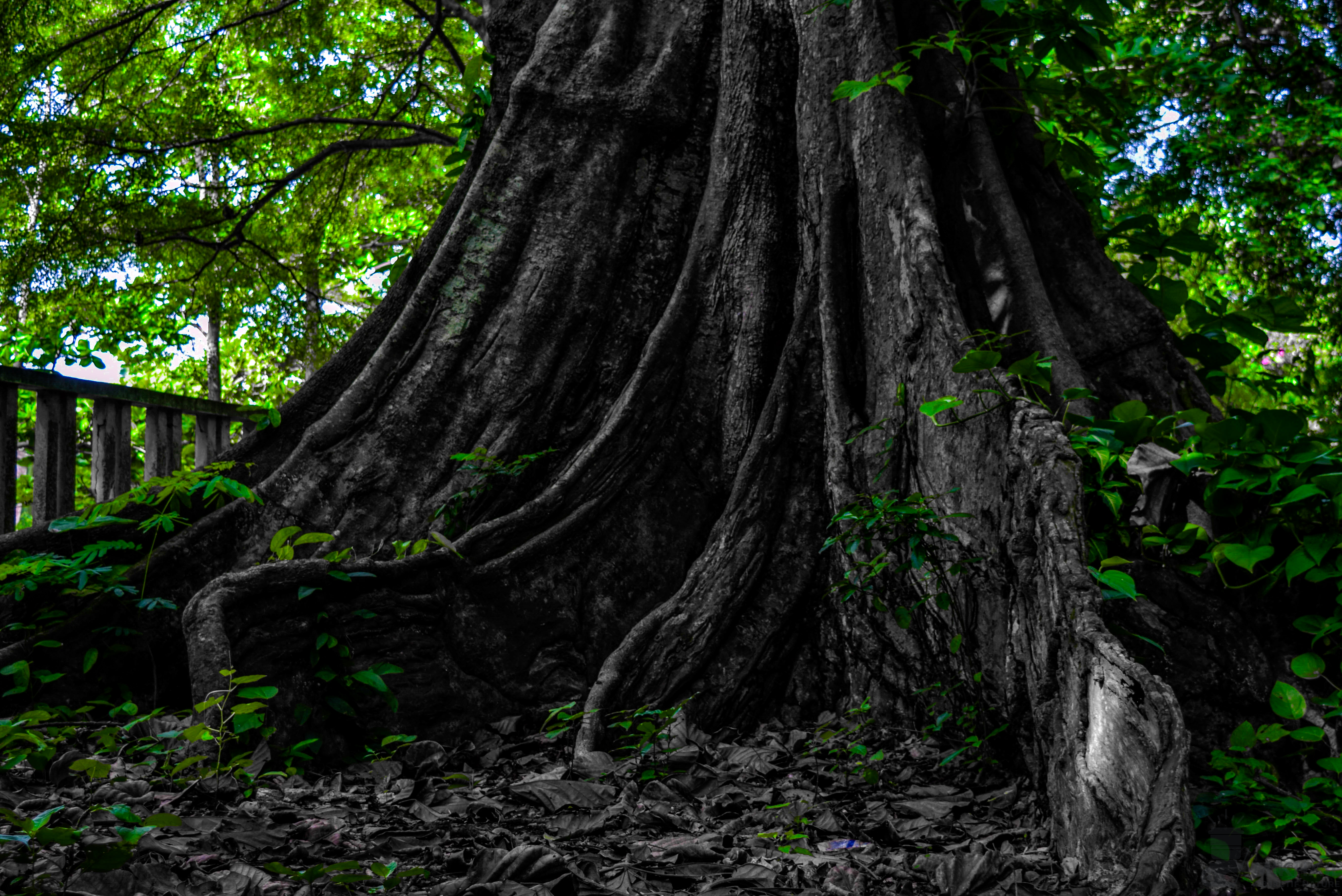
Fromager centenaire (Ceiba pentandra)

### Patrimoine faunistique

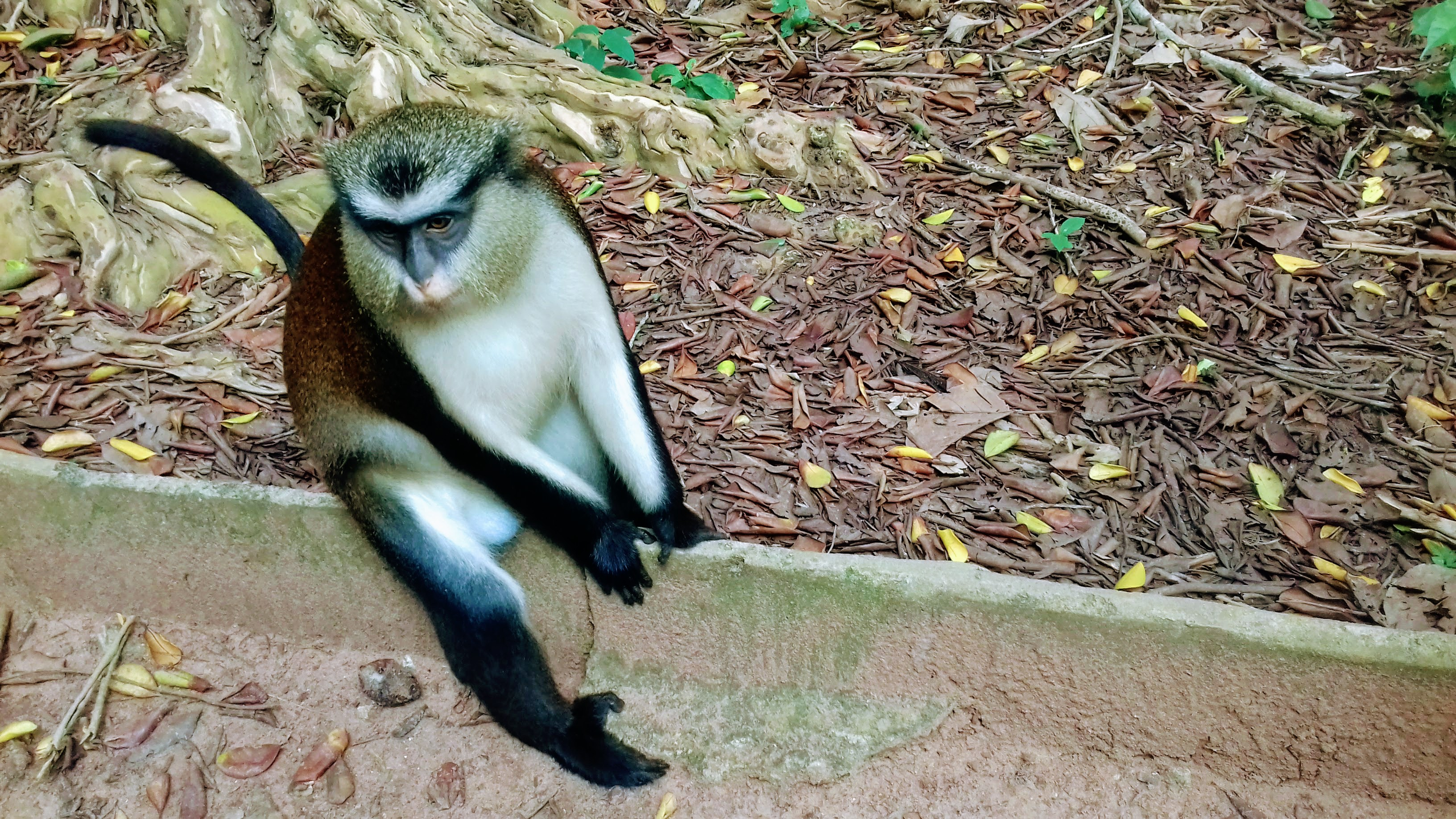
Cercopithecus mona.

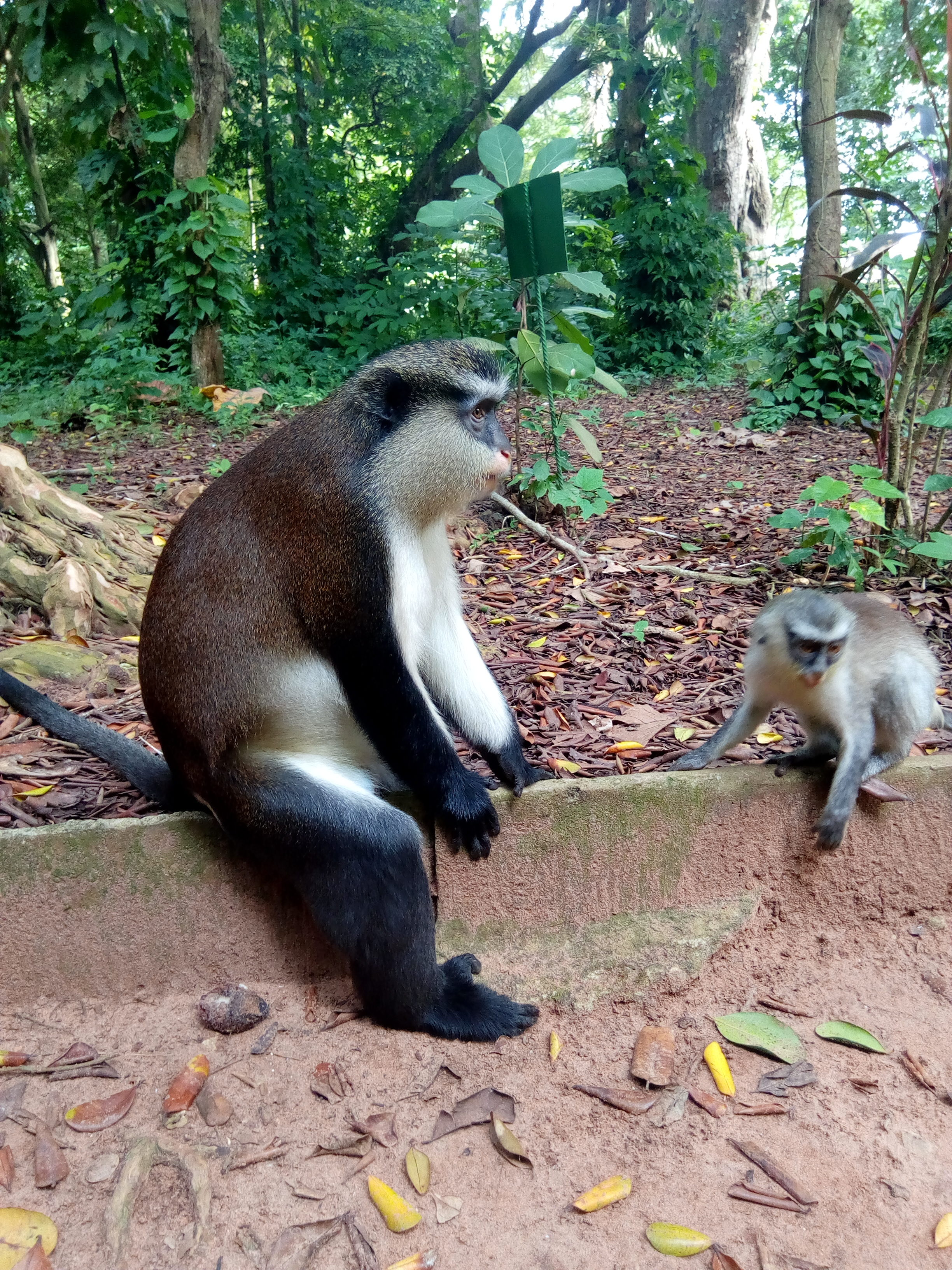
La faune dans le jardin des plantes.

- des oiseaux
- des singes noirs à ventre blanc
- des cercopithèques
- des amphibiens
- des écureuils
- des poissons

### Note
- (fr) Cet article est partiellement ou en totalité issu de l’article de Wikipédia en français intitulé « Jardin des plantes et de la nature » (voir la liste des auteurs).